# Pic dels Feixans del Prat
El Pic dels Feixans del Prat és una muntanya de 2.697 metres que es troba al municipi d'Espot, a la comarca del Pallars Sobirà. Està situat a la part alta de la conca del riu Escrita, entre la vall de Monestero i la vall de Subenuix, al Parc Nacional d'Aigüestortes i Estany de Sant Maurici.